# Xã Pike Bay, Quận Cass, Minnesota
Xã Pike Bay (tiếng Anh: Pike Bay Township) là một xã thuộc quận Cass, tiểu bang Minnesota, Hoa Kỳ. Năm 2010, dân số của xã này là 1.610 người.